# Nagy Margit (operaénekes)
Sarkadi Nagy Emilia Margit (Hódmezővásárhely, 1893. július 22. – Budapest, 1941. október 18.) magyar operaénekesnő (szoprán).

## Életpályája
Szülei Nagy Gyula tanító és Dobsa Lídia voltak. Nagyváradon végezte iskoláit, zenei tanulmányait is ott kezdte. Egy rosszul sikerült házasság után költözött Budapestre 1920-ban. A Zeneakadémia zongora szakán, majd ének tanszakán (Hilgermann Laura) végezte tanulmányait; 1923-ban kapta meg oklevelét. 1923. június 21-én – beugrással – debütált a Bohémélet Mimìjeként. Ez alapján szerződtette az Operaház az 1923–24-es évadtól, s haláláig a társulat tagja volt.
Vendégszerepelt Barcelonában, Bécsben, Nürnbergben, Prágában és Olaszországban is. Rendszeresen közreműködött oratóriumelőadásokon is.
Sírja a Farkasréti temetőben látogatható (501(ravat)-20).

## Szerepei
- Georges Bizet: Carmen – Micaëla
- Pjotr Iljics Csajkovszkij: Jevgenyij Anyegin – Tatyjana
- Léo Delibes: Lakmé – Miss Ellen
- Dohnányi Ernő: A tenor – Thekla
- Dohnányi Ernő: A vajda tornya – Iva
- Gaetano Donizetti: A csengő – Serafina
- Christoph Willibald Gluck: Május királynője – Helena
- Goldmark Károly: Sába királynője – Asztarot
- Charles Gounod: Faust – Margit
- Georg Friedrich Händel: Xerxes – Romilda
- Hubay Jenő: Az álarc – Éva
- Kacsóh Pongrác: János vitéz – Iluska
- Kodály Zoltán: Székely fonó – A leány
- Lehár Ferenc: A mosoly országa – Liza
- Pietro Mascagni: Parasztbecsület – Lola
- Jules Massenet: Manon – Manon Lescaut
- Jules Massenet: Thaïs – Crobyle; A tündér
- Giacomo Meyerbeer: A hugenották – Urbain
- Wolfgang Amadeus Mozart: Figaro lakodalma – Almaviva grófné
- Wolfgang Amadeus Mozart: Don Juan – Donna Elvira
- Wolfgang Amadeus Mozart: A varázsfuvola – Pamina
- Modeszt Petrovics Muszorgszkij. Borisz Godunov – Kszenyija
- Jacques Offenbach: Hoffmann meséi – Antonia; Giulietta
- Poldini Ede: Farsangi lakodalom – Zsuzsika; Első kisasszony
- Poldini Ede: A csavargó és a királyleány – A királyleány
- Giacomo Puccini: Bohémélet – Mimì
- Giacomo Puccini: Gianni Schicchi – Nella
- Giacomo Puccini: Turandot – Liù
- Franz Schubert: Cselre cselt – Helén
- Johann Strauss d. S.: A cigánybáró – Szaffi
- Richard Strauss: A rózsalovag – Octavian
- Szabados Béla: Fanni – címszerep
- Giuseppe Verdi: Otello – Desdemona
- Richard Wagner: Tannhäuser... – Pásztorfiú
- Richard Wagner: A nürnbergi mesterdalnokok – Eva
- Richard Wagner: A Nibelung gyűrűje – Ortlinde; Freia
- Richard Wagner: Parsifal – I. viráglány